# クリスチャン・ポールセン
クリスチャン・ポールセン（Kristian Poulsen、1975年11月18日 - ）は、デンマークのレーシングドライバーであり、主にツーリングカーレースに出場しているドライバーである。

## 経歴
2008年に世界ツーリングカー選手権にスポット参戦してデビュー。翌2009年には、BMW・320siを使用するフランツ・エングストラーのチームから参戦。エングストラーと共にフル参戦した。彼はWTCCに参戦する前は、1995年から世界ラリー選手権に出場していた経験も持つ。また、エマニュエル・コラールとキャスパー・エルガードと組んで、2009年のル・マン24時間レースでLMP2クラス優勝も獲得している。